# Hot Vodka 1
Hot Vodka 1 è il primo mixtape realizzato dal rapper statunitense Terror Reid.
Il progetto è stato annunciato da Petulla su Twitter il 30 marzo 2018 dicendo che sarebbe uscito quell'anno, ma è stato successivamente rimandato fino all'8 maggio 2020.

## Tracce
1. Intro
2. Say No Mo'
3. Kill the Rich (feat. Bobby Raps)
4. When It's All Gone!
5. Krylon (feat. Eliozie)
6. Outlawz (feat. Pouya)
7. Windmillz